# Divišov
Divišov (deutsch Diwischau) ist eine Městys in der Mittelböhmischen Region in Tschechien.

## Geographie
Sie liegt, etwa 36 km südöstlich von Prag. Vier Kilometer östlich des Fleckens verläuft die Dálnice 1 von Prag nach Brünn, die hier gleichzeitig die Europastraße 50 und Europastraße 65 darstellt, mit der in Šternov befindlichen Autobahnabfahrt 41.

## Geschichte

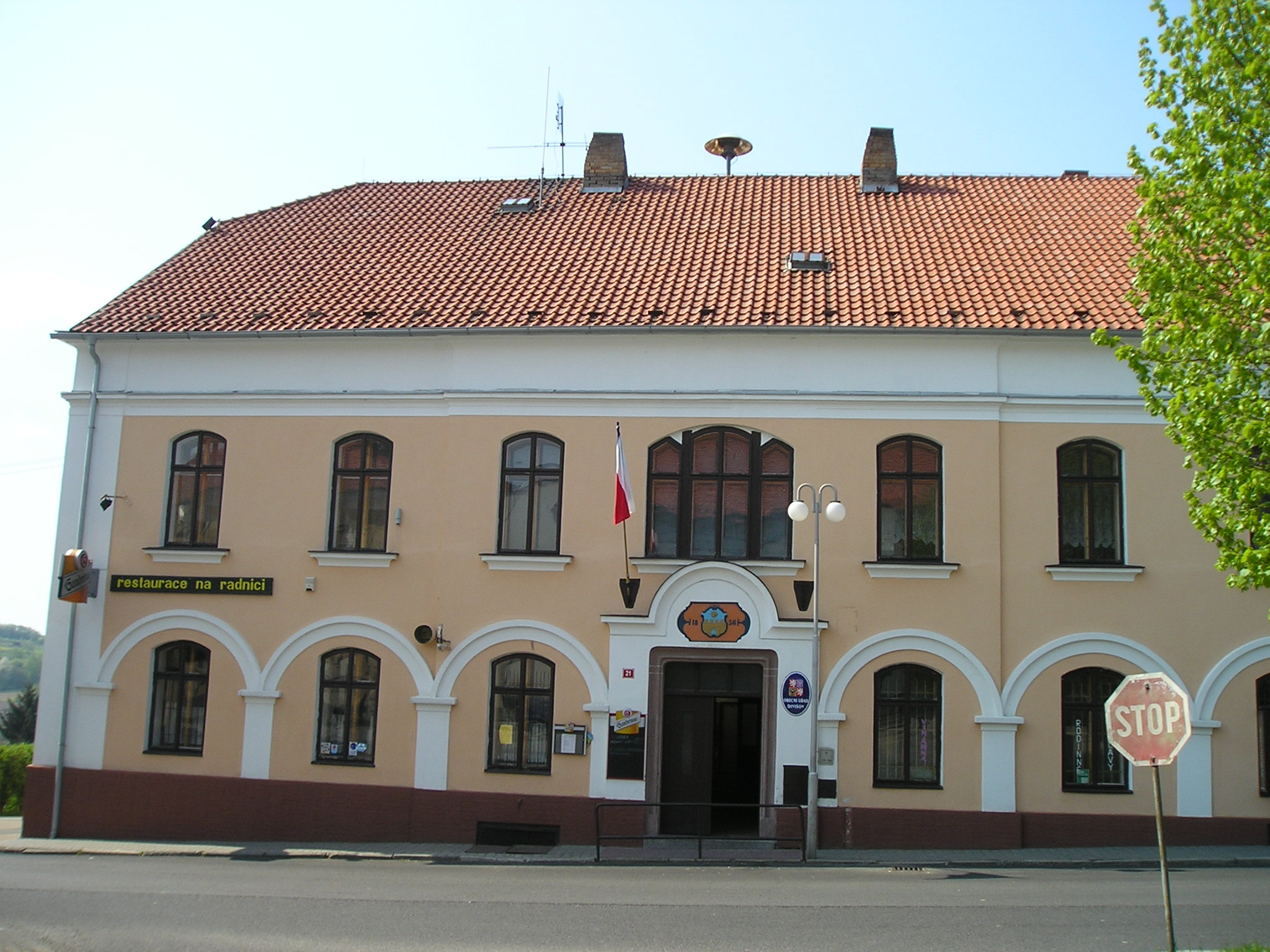
Divišov / Diwischau: Rathaus

Die erste urkundliche Erwähnung von Divišov stammt aus dem Jahre 1130.
Die Geschichte der Gemeinde im Blaník-Vorland ist von Anfang an mit der Familie der Herren von Diviš, die bald den Namen von Sternberg annahmen, verknüpft. Im hiesigen Pfarrbezirk wirkten im 14. Jahrhundert Baudirektor des Prager St. Veits-Doms Václav von Radeč und der Prager Erzbischof Nikolaus Puchník von Černice. Die Barockkirche des hl. Bartholomäus wurde zum Marien-Wallfahrtsort, es befindet sich darin das Grab der Tochter von König Georg von Podiebrad, Eliška. Mit der Vinař-Familie ist die musikalische Tradition von Divišov verknüpft. Nach dem Jahr 1948 wurden hier Motorräder der Marke Eso und Jawa hergestellt. Am 10. Oktober 2006 wurde Divišov zum Městys erhoben.

## Ortsgliederung
Der Městys Divišov besteht aus den Ortsteilen Dalovy (Dalow), Divišov (Diwischau), Křešice (Kreschitz), Lbosín (Lebosin) Měchnov (Miechnow), Radonice (Radonitz), Šternov (Sternhof) und Zdebuzeves (Stebusowes).

## Sehenswürdigkeiten
Museum zur Geschichte der jüdischen Gemeinde in Divišov: Die Juden machten sich in Divišov seit Ende des 17. Jahrhunderts sesshaft. An ihre Gemeinde erinnern einige Häuser, der Friedhof und die klassizistische Synagoge mit einer Ausstellung, die die jüdische Geschichte der Region näher bringen soll.